# فرانسیس رید
فرانسیس رید (انگلیسی: Frances Reid؛ ۹ دسامبر ۱۹۱۴ – ۳ فوریهٔ ۲۰۱۰) یک هنرپیشه اهل ایالات متحده آمریکا بود. وی بین سال‌های ۱۹۳۸ تا ۲۰۰۷ میلادی فعالیت می‌کرد.
از فیلم‌های او می‌توان به جاذبه آندرومدا اشاره کرد.